# Eudonia altissima
Eudonia altissima là một loài bướm đêm trong họ Crambidae.